# Heringia comutata
Heringia comutata är en tvåvingeart som beskrevs av Charles Howard Curran 1921. Heringia comutata ingår i släktet gallblomflugor, och familjen blomflugor. Inga underarter finns listade i Catalogue of Life.